# Шајен
Шајен (енгл. Cheyenne) главни и највећи је град америчке савезне државе Вајоминг. По попису из 2006. године има 55.362 становника.

## Географија
Шајен се налази на надморској висини од 1.848 m.

## Демографија
По попису из 2010. године број становника је 59.466, што је 6.455 (12,2%) становника више него 2000. године.
|                   | 2010.           | 2000.           |
| Укупно            | 59 466 (100,0%) | 53 011 (100,0%) |
| Белци             | 46 818 (78,73%) | 43 146 (81,39%) |
| Хиспаноамериканци | 8 594 (14,45%)  | 6 646 (12,54%)  |
| Афроамериканци    | 1 715 (2,884%)  | 1 472 (2,777%)  |
| Остали            | 1 607 (2,702%)  | 1 186 (2,237%)  |
| Азијати           | 732 (1,231%)    | 561 (1,058%)    |

## Партнерски градови
- Лурд
- Taichung
- Вогера